# 圣克罗切-卡梅里纳
圣克罗切-卡梅里纳（義大利語：Santa Croce Camerina），是意大利拉古萨省的一个市镇。总面积40.76平方公里，人口9821人，人口密度240.9人/平方公里（2009年）。ISTAT代码为088010。